# Nuštar
Nuštar (Hongaars: Berzétemonostor of Berzétemonostora) is een gemeente in de Kroatische provincie Vukovar-Srijem.
Nuštar telt 5862 inwoners. De oppervlakte bedraagt 43,44 km², de bevolkingsdichtheid is 134,9 inwoners per km².
Steden (gradovi): Ilok · Otok · Vinkovci · Vukovar · Županja

Gemeenten (općine): Andrijaševci · Babina Greda · Bogdanovci · Borovo · Bošnjaci · Cerna · Drenovci · Gradište · Gunja · Ivankovo · Jarmina · Lovas · Markušica · Negoslavci · Nijemci · Nuštar · Privlaka · Stari Jankovci · Stari Mikanovci · Štitar · Tompojevci · Tordinci · Tovarnik · Trpinja · Vođinci · Vrbanja